# Canton d'Ars-sur-Moselle
Le canton d'Ars-sur-Moselle est une ancienne division administrative française qui était située dans le département de la Moselle et la région Lorraine.

## Géographie
Ce canton est organisé autour d'Ars-sur-Moselle et était situé dans l'arrondissement de Metz-Campagne jusqu'au 31 décembre 2014. Son altitude varie de 165 m (Ars-sur-Moselle) à 386 m (Arry) pour une altitude moyenne de 251 m.

## Histoire
À la suite de l'annexion de 1871, le canton de Gorze, situé dans l'arrondissement de Metz, fut divisé en 2 parties : une partie annexée par l'Allemagne et l'autre restée française par le traité de Francfort. La partie non-annexée formera un nouveau canton dans le nouveau département de Meurthe-et-Moselle : l'actuel canton de Chambley-Bussières. En 1950, le chef-lieu du canton de Gorze est transféré à Ars-sur-Moselle.

## Représentation

### Conseillers généraux de 1833 à 2015
| Période | Période          | Identité                                                 | Étiquette             | Qualité |
| ------- | ---------------- | -------------------------------------------------------- | --------------------- | --- |
| 1833    | 1838 (décès)     | Bernard Marin Toussaint dit Toussaint d'Ancy (1771-1838) |                       | Conservateur des hypothèques Propriétaire, conseiller municipal de Metz                                    |
| 1838    | 1847 (démission) | Jean-Baptiste Gillon                                     |                       | Maire de Gorze (1824-1830 et 1834-1846), conseiller d'arrondissement                                       |
| 1848    | 1852             | Philippe Victor Aubry                                    |                       | Notaire, maire de Gorze (1847-1852)                                                                        |
| 1852    | 1870             | Pierre-François Hennocque                                | Majorité dynastique   | Colonel, maire de Longeville-lès-Metz Député (1852-1869)                                                   |
| 1870    | 1871             | Émile André                                              |                       | Directeur des forges, maire d'Ars puis Préfet de l'Isère                                                   |
| 1871    | 1919             | Annexion allemande                                       |                       | |
| 1919    | 1922 (décès)     | Henri Rollin                                             | URL                   | Propriétaire à Jouy-aux-Arches                                                                             |
| 1922    | 1931             | Lucien Collinet                                          | PRD                   | Médecin - Maire de Gorze                                                                                   |
| 1931    | 1940             | Charles Bertrand                                         | URD                   | Agriculteur - Maire de Vionville                                                                           |
| 1940    | 1944             | Annexion allemande                                       |                       | |
| 1945    | 1949             | Edmond Psaume                                            | SFIO                  | Ajusteur SNCF, conseiller municipal de Châtel-Saint-Germain                                                |
| 1949    | 1979             | Paul Driant                                              | RPF puis ARS puis DVD | Agriculteur Président du Conseil Général (1955-1979) Sénateur (1948-1958 et 1959-1974) Maire de Gravelotte |
| 1979    | 1992             | Hubert Ringenberg (1943-2014)                            | UDF                   | Avocat à Metz Maire de Novéant-sur-Moselle                                                                 |
| 1992    | 2004             | Marie-Louise Diebold                                     | UDF                   | Maire de Rozérieulles (1986-2001)                                                                          |
| 2004    | 2015             | Jean-Claude Wannenmacher (1939-2020)                     | PS                    | Ingénieur Maire de Sainte-Ruffine (1977-2014)                                                              |

### Conseillers d'arrondissement (de 1833 à 1940)
Le canton de Gorze avait deux conseillers d'arrondissement de 1919 à 1940.
| Période                                  | Période      | Identité                        | Étiquette | Qualité |
| ---------------------------------------- | ------------ | ------------------------------- | --------- | --- |
| 1833                                     | 1838         | Jean-Baptiste Gillon            |           | Maire de Gorze (1824-1830 et 1834-1846)                                                                     |
| 1838                                     |              | Alfred de Faultrier             |           | Substitut du Procureur Général, propriétaire à Xonville                                                     |
|                                          |              |                                 |           | |
| 1848                                     |              | François Jean-Baptiste Collinet |           | Notaire à Gorze                                                                                             |
|                                          |              |                                 |           | |
| 1919                                     | 1938 (décès) | Amédée Lasolgne                 | URL       | Maire d'Ars-sur-Moselle                                                                                     |
| 1919                                     | 1936 (décès) | Ernest Naut (1852-1936)         | URL       | Propriétaire, maire de Gravelotte                                                                           |
|                                          |              |                                 |           | |
| 1938                                     | 1940         | Henri Mondon                    | URD       | Viticulteur, maire d'Ancy-sur-Moselle                                                                       |
| 1940                                     |              |                                 |           | Les conseils d'arrondissement ont été suspendus par la loi du 12 octobre 1940 et n'ont jamais été réactivés |
| Les données manquantes sont à compléter. |              |                                 |           | |

## Composition
Le canton d'Ars-sur-Moselle groupe 18 communes et compte 22 070 habitants (recensement de 2011 sans doubles comptes).
| Communes             | Population (2012) | Code postal | Code Insee |
| -------------------- | ----------------- | ----------- | ---------- |
| Ancy-sur-Moselle     | 1 407             | 57130       | 57021      |
| Arry                 | 521               | 57680       | 57030      |
| Ars-sur-Moselle      | 4 799             | 57130       | 57032      |
| Châtel-Saint-Germain | 2 286             | 57160       | 57134      |
| Corny-sur-Moselle    | 2 229             | 57680       | 57153      |
| Dornot               | 196               | 57130       | 57184      |
| Gorze                | 1 213             | 57680       | 57254      |
| Gravelotte           | 739               | 57130       | 57256      |
| Jouy-aux-Arches      | 1 554             | 57130       | 57350      |
| Jussy                | 484               | 57130       | 57352      |
| Lessy                | 792               | 57160       | 57396      |
| Novéant-sur-Moselle  | 1 980             | 57680       | 57515      |
| Rezonville           | 328               | 57130       | 57578      |
| Rozérieulles         | 1 398             | 57160       | 57601      |
| Sainte-Ruffine       | 527               | 57130       | 57624      |
| Vaux                 | 866               | 57130       | 57701      |
| Vernéville           | 578               | 57130       | 57707      |
| Vionville            | 173               | 57130       | 57722      |

## Démographie
| 1962   | 1968   | 1975   | 1982   | 1990   | 1999   | 2011   | 2014 |
| ------ | ------ | ------ | ------ | ------ | ------ | ------ | ---- |
| 16 482 | 17 654 | 18 907 | 18 988 | 19 764 | 21 291 | 22 070 | -    |